# 牛頓 (伊利諾伊州)
牛頓（英語：Newton）是一個位於美國伊利諾伊州傑斯帕縣的城市。根據2010年美國人口普查，該地人口為2849人，而該地的面積約為4.78平方千米。同時該地也是傑斯帕縣的縣治。

## 地理
牛頓的座標為38°59′17″N 88°09′52″W / 38.98806°N 88.16444°W，而該地的平均海拔高度為163米（即535英尺）。